# Kirchenkreis Gütersloh
Der Evangelische Kirchenkreis Gütersloh ist einer von 26 Kirchenkreisen innerhalb der Evangelischen Kirche von Westfalen. Er entstand 1949 durch Ausgliederung aus dem Kirchenkreis Bielefeld. Amtssitz ist die Stadt Gütersloh. Vom dortigen Kreiskirchenamt aus werden auch die Kirchenkreise Halle und Paderborn verwaltet, die mit Gütersloh einen gemeinsamen Kirchenkreisverband bilden. Der Kirchenkreis Gütersloh hat (Stand Dezember 2021) 92.468 Gemeindeglieder. Er gliedert sich in 17 Gemeinden im Kreis Gütersloh (nur der nordöstliche Teil des Kreises gehört zum Kirchenkreis Halle) sowie in Teilen des Kreises Warendorf und der kreisfreien Stadt Bielefeld. Superintendent ist Frank Schneider.

## Kirchen und Gemeinden
Der Kirchenkreis umfasst 17 Gemeinden im Münsterland und Ostwestfalen-Lippe. Davon liegen sechs im Kreis Gütersloh, sechs im Kreis Warendorf und fünf in der Stadt Bielefeld.

### Kreis Gütersloh
| Bild                                          | Kirche                         | Ort                      | Gemeinde                                          | Bemerkungen                                  |
| --------------------------------------------- | ------------------------------ | ------------------------ | ------------------------------------------------- | -------------------------------------------- |
|                                               | Apostelkirche                  | Gütersloh                | Ev. Kirchengemeinde Gütersloh                     |                                              |
|                                               | Erlöserkirche                  | Gütersloh                | Ev. Kirchengemeinde Gütersloh                     |                                              |
|                                               | Evangeliumskirche              | Gütersloh                | Ev. Kirchengemeinde Gütersloh                     |                                              |
|                                               | Johanneskirche                 | Gütersloh                | Ev. Kirchengemeinde Gütersloh                     |                                              |
|                                               | Martin-Luther-Kirche           | Gütersloh                | Ev. Kirchengemeinde Gütersloh                     | Seit 1999 Offene Kirche/Kirche für die Stadt |
|                                               | Matthäuskirche                 | Gütersloh                | Ev. Kirchengemeinde Gütersloh                     |                                              |
|                                               | Zum guten Hirten               | Gütersloh                | Ev. Kirchengemeinde Gütersloh                     |                                              |
| Christuskirche in Gütersloh-Avenwedde-Bahnhof | Christuskirche                 | Gütersloh-Avenwedde      | Ev. Kirchengemeinde Friedrichsdorf                |                                              |
| Johanneskirche in Gütersloh-Friedrichsdorf    | Johanneskirche                 | Gütersloh-Friedrichsdorf | Ev. Kirchengemeinde Friedrichsdorf                |                                              |
|                                               | Evangelische Kirche Isselhorst | Gütersloh-Isselhorst     | Ev. Kirchengemeinde Isselhorst                    |                                              |
|                                               | Gnadenkirche                   | Herzebrock-Clarholz      | Ev. Versöhnungs-Kirchengemeinde Rheda-Wiedenbrück |                                              |
|                                               | Kreuzkirche                    | Herzebrock-Clarholz      | Ev. Versöhnungs-Kirchengemeinde Rheda-Wiedenbrück |                                              |
|                                               | Friedenskirche                 | Langenberg               | Ev. Versöhnungs-Kirchengemeinde Rheda-Wiedenbrück |                                              |
|                                               | Versöhnungskirche              | Langenberg-Benteler      | Ev. Versöhnungs-Kirchengemeinde Rheda-Wiedenbrück | 2007 geschlossen, heute als Wohnhaus genutzt |
|                                               | Evangelische Stadtkirche       | Rheda-Wiedenbrück        | Ev. Versöhnungs-Kirchengemeinde Rheda-Wiedenbrück |                                              |
|                                               | Kreuzkirche                    | Rheda-Wiedenbrück        | Ev. Versöhnungs-Kirchengemeinde Rheda-Wiedenbrück |                                              |
|                                               | Evangelische Kirche Rietberg   | Rietberg                 | Ev. Kirchengemeinde Rietberg                      |                                              |
|                                               | Gnadenkirche                   | Rietberg-Mastholte       | Ev. Kirchengemeinde Rietberg                      | 2011 profaniert                              |
| Friedenskirche in Stukenbrock                 | Friedenskirche                 | Schloß Holte-Stukenbrock | Ev. Kirchengemeinde Schloß Holte-Stukenbrock      |                                              |
| Versöhnungskirche in Schloß Holte             | Versöhnungskirche              | Schloß Holte-Stukenbrock | Ev. Kirchengemeinde Schloß Holte-Stukenbrock      |                                              |
|                                               | Erlöserkirche                  | Verl                     | Ev. Kirchengemeinde Verl                          |                                              |
|                                               | Auferstehungskirche            | Verl-Sürenheide          | Ev. Kirchengemeinde Verl                          |                                              |

### Kreis Warendorf
| Bild | Kirche                        | Ort                 | Gemeinde                               | Bemerkungen                    |
| ---- | ----------------------------- | ------------------- | -------------------------------------- | ------------------------------ |
|      | Christuskirche                | Beckum              | Ev. Kirchengemeinde Beckum             |                                |
|      | Versöhnungskirche             | Ennigerloh          | Ev. Kirchengemeinde Ennigerloh         |                                |
|      | Christuskirche                | Neubeckum           | Ev. Kirchengemeinde Neubeckum          |                                |
|      | Friedenskirche                | Oelde               | Ev. Kirchengemeinde Oelde              |                                |
|      | Stadtkirche                   | Oelde               | Ev. Kirchengemeinde Oelde              | Neugotische Saalkirche um 1880 |
|      | Christuskirche                | Oelde-Stromberg     | Ev. Kirchengemeinde Oelde              |                                |
|      | Auferstehungskirche           | Wadersloh           | Ev. Kirchengemeinde Wadersloh-Liesborn |                                |
|      | Gnadenkirche                  | Wadersloh           | Ev. Kirchengemeinde Wadersloh-Liesborn |                                |
|      | Evangelische Kirche Diestedde | Wadersloh-Diestedde | Ev. Kirchengemeinde Wadersloh-Liesborn |                                |

### Stadt Bielefeld
| Bild                                       | Kirche                     | Ort                      | Gemeinde                                         | Bemerkungen |
| ------------------------------------------ | -------------------------- | ------------------------ | ------------------------------------------------ | ----------- |
|                                            | Bartholomäuskirche         | Bielefeld-Brackwede      | Ev.-Luth. Bartholomäus-Kirchengemeinde Brackwede |             |
|                                            | Johanneskirche             | Bielefeld-Quelle         | Ev.-Luth. Johanneskirchengemeinde Quelle-Brock   |             |
| Christuskirche in Bielefeld-Windelsbleiche | Christuskirche             | Bielefeld-Windelsbleiche | Ev. Emmaus-Kirchengemeinde Senne                 |             |
|                                            | Friedenskirche             | Bielefeld-Senne          | Ev. Emmaus-Kirchengemeinde Senne                 |             |
| Lutherkirche in Bielefeld-Windflöte        | Lutherkirche               | Bielefeld-Windflöte      | Ev. Emmaus-Kirchengemeinde Senne                 |             |
|                                            | Jesus-Christus-Kirche      | Sennestadt               | Ev. Kirchengemeinde Sennestadt                   |             |
|                                            | Kreuzkirche                | Sennestadt               | Ev. Kirchengemeinde Sennestadt                   | Erbaut 1894 |
|                                            | Evangelische Kirche Ummeln | Bielefeld-Ummeln         | Ev. Kirchengemeinde Ummeln                       |             |

## Superintendenten
- 1949–1964: Heinrich Lohmann
- 1964–1969: Eduard Gronau
- 1969–1988: Joachim Hennig-Cardinal von Widdern
- 1988–1996: Dieter Kratzenstein
- 1996–2009: Detlef Reichert
- 2009–2014: Christian Heine-Göttelmann
- seit 2014: Frank Schneider